# NGC 462
NGC 462 là một thiên hà hình elip nằm trong chòm sao Song Ngư. Nó được phát hiện bởi Albert Marth vào ngày 23 tháng 10 năm 1864. Dreyer, người tạo ra Danh mục tổng hợp mới, ban đầu mô tả nó là "cực kỳ mờ nhạt, rất nhỏ, sao". Từ sao rõ ràng gợi ý một sự xác định sai lầm ban đầu của NGC 462 như một ngôi sao.